# Dennis la minaccia
(Esclamazione ricorrente di Dennis rivolto a George Wilson)
Dennis la minaccia (Dennis the Menace) è un film del 1993 diretto da Nick Castle.
Il film è tratto dall'omonima striscia a fumetti creata nel 1951 da Hank Ketcham, e dai cartoni animati.
Il film ha vinto due Young Artist Award nelle categorie "Miglior giovane attore non protagonista in una commedia" (Mason Gamble) e "Miglior giovane attore in un ruolo voiceover - TV o cinema" (Adam Wylie) e un Golden Screen, tutti nel 1994. Nello stesso anno ha anche ricevuto una candidatura agli Young Artist Award nella categoria "Miglior giovane attrice protagonista in una commedia" (Amy Sakasitz) e una ai Razzie Award nella categoria "Peggiore nuova star" (Mason Gamble).

## Trama
Dennis Mitchell è un esuberante bambinetto che combina sempre guai e la sua vittima preferita è un burbero vicino di casa chiamato George Wilson. Quando le circostanze obbligano quest'ultimo a ospitare il ragazzino, succede di tutto finché il piccolo viene rapito da Sam Switchblade, un cinico e spietato vagabondo.
Switchblade crede a tutte le sue frottole, e alla fine Dennis riesce a legare il vagabondo e lo porta fino a casa dove tutti quanti lo stavano cercando. Switchblade viene infine arrestato.

## Produzione
Il film è stato prevalentemente girato in Illinois, fra Evanston, Elgin, Chicago, Morton Grove, Hinsdale, Niles e Rosemont.
La casa dei Mitchell e la casa dei Wilson sono rispettivamente la 1624 e la 1618 Ashland Avenue di Evanston; le scene notturne sotto il ponte della ferrovia vennero girate in un punto lungo il canale Illinois & Michigan Canal National Heritage Corridor, fra i comuni di Morris e Channahon. Per gli esterni dell'aeroporto venne scelto l'Aeroporto di Oklahoma City Will Rogers World ad Oklahoma City, Oklahoma.

## Sequel
Il film ha avuto due seguiti di minor successo, Dennis colpisce ancora (1998) e Dennis - La minaccia di Natale (2007).